# 阿部英雄
阿部 英雄（あべ ひでお、1922年7月20日 - 2007年7月10日）は富士経済グループ代表取締役（会長）であった財界人。

## 概略
静岡県沼津市出身で、千本松原に程近い場所に生家がある。地元で静岡県立沼津商業高等学校（卒業の後に同校は駿東郡清水町に移転）卒業まで過ごした。
地元で腕白な子供の一人として育ち、小学生時代には学校の道すがら空腹から学友の家の乾物屋（綾市商店）が露天に干していた乾物をくすねてかじったこともあったという。
明治大学文学部史学科で東洋史学を専攻。卒業論文の題は「”世説新語”とその思想―特に老荘思想について―」であった。同大卒業後、1962年にマーケティング調査会社富士経済を設立。以後、同社（後の富士経済グループ）の成長に晩年の2007年まで尽力した。

## 人物
戦後復興期から高度経済成長期を経て、バブル景気・ITバブル/平成不況の時代に「マーケティング」という概念を日本に示した先駆者の一人である。また、富士経済グループとして出版の教育評論社から米国や中国の市場調査のための現地会社を設立、中国市場の発展にも強く注目していた。
その一方で、1940年に父の影響により18歳で『ホトトギス』に俳句を投稿したほか、俳句やエッセイなどの著書も多く示し、詩集やエッセイ集なども発表している文人でもあった。
晩年は穏やかな性分ながら、半身麻痺の病床に伏してなお週に一回は必ず車椅子で出社し、部下に指示を出していたという。

## その他
現在明治大学文学部史学地理学科には「阿部英雄史学地理学科振興基金」があり、同大の史学地理にかかわる調査・研究を行う学生に奨励金が贈呈されているが同基金は阿部が寄せた指定寄付金が基になっている。